# Rūdolfs Ciemiņš
Rūdolfs Ciemiņš (ur. 24 marca 1897 r. w Zvartava na Łotwie w granicach Rosji, zm. 14 lutego 1945 r. w Dreźnie) – łotewski wojskowy (podpułkownik), prefekt miasta Dyneburg, a następnie dowódca 2 Łotewskiego Pułku Granicznego SS podczas II wojny światowej.
28 grudnia 1918 r. wstąpił do nowo formowanej armii łotewskiej, dostając stopień podporucznika. Od maja 1919 r. służył w 5 Samodzielnym Batalionie. W sierpniu tego roku awansował na porucznika. Od września 1919 r. do 1921 r. był oficerem w 8 Pułku Piechoty w Dyneburgu. W 1921 r. dostał stopień kapitana. Do 1922 r. służył w Łatgalskim Pułku Partyzanckim, po czym został przydzielony do 1 Pułku Piechoty w miejscowości Lipawa. W 1932 r. awansował na podpułkownika. Od 1932 r. do października 1934 r. był intendentem w 1 Pułku Piechoty. Do 2 kwietnia 1938 r. pełnił funkcję szefa regionu wojskowego Jaunlatgale, do 25 czerwca 1940 r. – regionu Abrene, a do października tego roku – regionu Jelgava-Bauska. Po zajęciu obszaru Łotwy przez wojska niemieckie w 1941 r., podjął współpracę z okupantami. Do sierpnia tego roku był komendantem miejscowości Gaujiena, a do 1943 r. prefektem Daugavpils. Od lutego do 18 maja 1944 r. dowodził 2 Łotewskim Pułkiem Granicznym SS w stopniu Waffen-Obersturmbannführera der SS, po czym został zwolniony ze służby wojskowej. W obliczu nadciągającej Armii Czerwonej latem 1944 r. wyjechał do Niemiec, gdzie zginął podczas wielkiego bombardowania Drezna 14 lutego 1945 r.
Był odznaczony m.in. łotewskim Orderem Trzech Gwiazd 5 klasy i rosyjskim Orderem Św. Anny 4 klasy.